# D4DJ (Anime)
D4DJ ist eine Anime-Fernsehserie des Animationsstudios Sanzigen, die unter der Regie von Seiji Mizushima entstand. Die Serie ist Teil des Massenmedien-Franchise Dig Delight Direct Drive DJ des japanischen Medienkonzerns Bushiroad. Der Anime wurde vollständig mit Computergrafik (CGI) animiert.
Die erste Staffel des Animes lief vom 30. Oktober 2020 bis zum 29. Januar 2021 im japanischen Fernsehen unter dem Namen D4DJ First Mix. Im deutschsprachigen Raum wurde die Serie auf Wakanim im Simulcast mit deutschen Untertiteln gezeigt. Außerdem wurde die Serie auf dem offiziellen YouTube-Kanal des Franchises gezeigt. Die zweite Staffel trägt den Titel D4DJ All Mix und soll im Winter 2023 starten.
Die Serie folgt der Oberschülerin Rinko Aimoto, die nach einem Auslandsaufenthalt an eine japanische Oberschule wechselt, dort mit dem DJing in Kontakt kommt und beschließt, eine eigene DJ-Gruppe zu gründen.

## Handlung
Nachdem Rinku Aimoto aus dem Ausland nach Japan zurückkehrt, schreibt sie sich an die Yoba-Mädchenschule ein und trifft dort auf Maho Akashi, die Schulradiosprecherin und DJ. Rinkos Interesse für das Discjockeying wird nach einem Auftritt von Peaky P-Key, der bekannten schuleigenen DJ-Gruppe geweckt. Gemeinsam mit Maho gründet sie alsbald ihre eigene DJ-Formation, die später von Muni Ōnaruto und Rei Tohatsu als weitere Mitglieder unterstützt wird.

### Gruppen

#### Happy Around!
Happy Around! ist die jüngste DJ-Gruppe an der Yoba-Mädchenschule, die J-Pop mit Dubstep vermischen. Auch finden sich Einflüsse des Happy Hardcore und Gabber wieder. Happy Around! sind:
- Rinku Aimoto
- Maho Akashi
- Muni Ōnaruto
- Rei Togetsu

#### Peaky P-Key
Peaky P-Key ist eine populäre DJ-Formation der Yoba-Mädchenschule, die sich ein Hollywood-ähnliches Image verpasst haben. Die Gruppe wurde bereits zur Mittelschulzeit der Mitglieder gegründet. Die Gruppe mischt Techno, Rave und Hip-Hop miteinander. Die Mitglieder von Peaky P-Key heißen:
- Kyōko Yamate
- Shinobu Inuyose
- Yuka Jennifer Sasago
- Esura Shimizu

#### Photon Maiden
Photon Maiden ist eine futuristisch angehauchte DJ-Gruppe, deren Mitglieder bereits einen Vertrag bei einer Talentagentur unterschrieben haben. Ihre Musik vermischt Trance, Techno und Dance miteinander. Photon Maiden bestehen aus:
- Saki Izumo
- Ibuki Niijima
- Towa Hanamaki
- Noa Fukushima

#### Merm4id
Merm4id ist eine DJ-Gruppe, die gegründet wurde, um einen ähnlichen Bekanntheitsgrad wie Photon Maiden zu erreichen. Daher ist ihre Musik ähnlich wie die von ihren Vorbildern. Merm4id besteht aus:
- Rika Seto
- Marika Mizushima
- Saori Hidaka
- Dalia Matsuyama

#### Rondo
Rondo ist eine DJ-Formation, die sich vom Gothic Rock haben beeinflussen lassen. Die Mitglieder sind bereits Studentinnen am College und arbeiten in ihrer Freizeit in einem Musikclub. Neben dem Rockmusik-Einfluss arbeitet das Quartett mit Drum and Bass. Rondo bestehen aus:
- Tsubaki Aoyagi
- Nagisa Tsukimiyama
- Hīro Yano
- Aoi Miyake

#### Lyrical Lily
Eine DJ-Formation von einer prestigereichen Schule, die sich ein Prinzessin-ähnliches Image aufgebaut haben. Die Musik ist eine Mischung aus Trance, House und klassischer Musik. Lyrical Lily sind:
- Miyu Sakurada
- Haruna Kasuga
- Kurumi Shiratori
- Miiko Takeshita

## Produktion

### Haupt-Animeserie
Die Produktion einer Anime-Fernsehserie wurde im April des Jahres 2019 angekündigt. Der Anime entstand im Studio Sanzigen unter der Regie von Seiji Mizushima. Mangaka Kō Nakamura, der bereits das Setting für das Franchise BanG Dream! erdachte, zeigte sich auch für die Erarbeitung der Handlung von D4DJ verantwortlich. Happy Around!, eine der fiktiven Gruppen aus dem Franchise, interpretiert mit Guru Guru DJ TURN!! das Lied im Vorspann der Serie, während Nana Mizuki und Raychell das Abspannlied sangen, eine Coverversion des Liedes WOW WAR TONIGHT ~Toki niwa Okose yo Movement~ von H Jungle with T.
D4DJ First Mix wurde offiziell zwischen dem 30. Oktober 2020 bis zum 29. Januar 2021 im japanischen Fernsehen auf Tokyo MX, BS NTV und weiteren Fernsehsendern ausgesendet, wobei die erste Episode am 22. Oktober 2020 vorab gezeigt wurde. Es wurde angekündigt, dass die Serie weltweit im Simulcast mit Untertiteln in 15 Sprachen zu sehen ist und eine Synchronisation in drei Sprachen erhält. In Deutschland ist der Anime sowohl auf Wakanim als auch auf Crunchyroll zu sehen. Während Funimation die Lizenz am Simulcast in Nordamerika erhielt und die Serie auf Crunchyroll zeigte, erhielt Sentai Filmworks die Rechte an der Heimvideoveröffentlichung. In Südasien und Südostasien erhielt Mediabank die Lizenz und zeigte die Serie auf ihren Ani-One YouTube-Kanal. Zudem zeigte Aniplus Asia die Serie im südostasiatischen Raum den Anime im Simulcast.

### Ableger
Am 5. Februar 2021 feiert mit D4DJ Petit Mix ein Ableger-Anime ihre Premiere. Dieser entsteht unter der Regie von Seiya Miyajima in Auftrag von DMM.futureworks im W-Toon Studio. Die Serie hat 26 Episoden mit einer Länge von je drei Minuten und wird auf dem offiziellen YouTube-Kanal des Franchises gezeigt.

## Synchronsprecher
| Miteglieder von Happy Around! |                          |   |
| Rinku Aimoto                  | Yuka Nishio              | – |
| Maho Akashi                   | Karin Kagami (JP und EN) | – |
| Muni Ōnaruto                  | Haruka Mimura            | – |
| Rei Togetsu                   | Kanon Shizaki            | – |
| Miteglieder von Peaky P-Key   |                          |   |
| Kyōko Yamate                  | Aimi                     | – |
| Shinobu Inuyose               | Miyu Takagi              | – |
| Yuka Jennifer Sasago          | Moeka Koizumi            | – |
| Esora Shimizu                 | Reo Kurachi              | – |
| Miteglieder von Photon Maiden |                          |   |
| Saki Izumo                    | Risa Tsumugi             | – |
| Ibuki Niijima                 | Ami Maeshima             | – |
| Towa Hanamaki                 | Haruki Iwata             | – |
| Noa Fukushima                 | Hinata Satō              | – |
| Miteglieder von Merm4id       |                          |   |
| Rika Seto                     | Natsumi Hirajima         | – |
| Marika Mizushima              | Mei Okada                | – |
| Saori Hidaka                  | Himari Hazuki            | – |
| Dalia Matsuyama               | Ai Negishi               | – |
| Miteglieder von Rondo         |                          |   |
| Tsubaki Aoyagi                | Rihona Kato              | – |
| Nagisa Tsukimiyama            | Sae Ōtsuka               | – |
| Hīro Yano                     | Haruna Momono            | – |
| Aoi Miyake                    | Tsunko                   | – |
| Miteglieder von Lyrical Lily  |                          |   |
| Miyu Sakurada                 | Hazuki Tanda             | – |
| Haruna Kasuga                 | Amane Shindō             | – |
| Kurumi Shiratori              | Ruka Fukagawa            | – |
| Miiko Takeshita               | Yuzuki Watase            | – |

## Trivia
In Folge 4 möchte Rinku das Klavierspielen lernen. Hierzu versucht sie sich an dem Stück Hänschen klein. Die Melodie von Hänschen klein wird auch in dem japanischen Kinderlied Chocho (蝶々) genutzt.